# Britz (Brandebourg)
Pour l’article homonyme, voir Britz.
Britz  est une commune de l'arrondissement de Barnim, dans le Land de Brandebourg, en Allemagne.

## Géographie
Britz se trouve à 6 km au nord d'Eberswalde et à 50 km au nord-est du centre de Berlin.